# Bästsäljare
Bästsäljare (från engelskans bestseller) är en samtida bok som säljer i mycket stora upplagor. Det kan avse både skönlitteratur och vetenskapliga böcker.
Bästsäljarlistor publiceras av tidningar och bokhandelskedjor. Vissa listor är indelade i klassificeringar och specialiteter (roman, faktabok, kokbok etc.). Författare kan också kallas bästsäljare om deras verk ofta finns med i en lista. I USA publiceras bästsäljarlistor av Publishers Weekly, USA Today, New York Times och Washington Post. De flesta av dessa listor anger bokförsäljning från nationella och oberoende bokhandlare, såväl som försäljning från stora internethandlare som Amazon.com och Barnes & Noble.
Det engelska ordet bestseller har blivit ett lånord i svenska språket och återfinns sedan 2015 i Svenska Akademiens ordlista.